# Chrestivka
Chrestivka (ukrajinsky Хрестівка, do roku 2016 Kirovske, ukrajinsky Кіровське) je město v Doněcké oblasti na Ukrajině. Leží v Donbasu, na východě oblasti zhruba 80 kilometrů na severozápad od oblastního hlavního města, Doněcku, a je pojmenované po sovětském komunistickém funkcionáři Sergeji Kirovovi. V roce 2013 v něm žilo zhruba 28 tisíc obyvatel.
Bylo založeno pro uhelné horníky v blízkosti vesnice Chrestivka (Хрестівка) v roce 1954. Městem je od roku 1958.